# Hugleikur Dagsson
Þórarinn Hugleikur Dagsson (Akureyri, 5 ottobre 1977) è un artista e fumettista islandese.

## Biografia
I suoi genitori sono il giornalista e scrittore Dagur Þorleifsson, come dimostra il patronimico Dagsson, e la scrittrice Ingibjörg Hjartardóttir. Il secondo nome dell'artista, Hugleikr, non è raro nella tradizione letteraria norrena e potrebbe essere tradotto letteralmente come "gioco della mente". Il primo nome Þórarinn letteralmente significa aquila di Þór. Hugleikur è anche soprannominato "Hulli".
La carriera artistica di Hulli comincia con il diploma di laurea presso l'accademia delle belle arti dell'università di Reykjavík. Hugleikur ha poi condotto trasmissioni radiofoniche, scritto opere teatrali e lavorato nel cinema. Ciò per cui in Italia è però maggiormente conosciuto è il libro Cazzo ridi? edito dalla casa editrice Isbn Edizioni.